# Perlis FA
Perlis Football Association (malajski Persatuan Bola Sepak Perlis) – malezyjski klub piłkarski, grający w Malaysia Super League, mający siedzibę w mieście Kangar.

## Historia
Klub został założony w 1963 roku. Klub wywalczył tytuł mistrza Malezji w sezonie 2005. Klub zdobył też dwa Puchary Malezji w latach 2004 i 2006.

## Sukcesy
- Malaysia Super League
  - mistrzostwo (1): 2005
  - wicemistrzostwo (1): 2009
- Premier League
  - mistrzostwo (1): 1989
- Piala Malaysia
  - finał (3): 2003, 2006, 2007
- Puchar Malezji
  - zwycięstwo (2): 2004, 2006
  - finał (1): 2005
- Piala Sumbangsih
  - zwycięstwo (2): 2007, 2008
  - finał (1): 2005

## Stadion
Domowe mecze klub rozgrywa na Stadionie Utama w Kangarze. Stadion może pomieścić 20000 widzów.

## Azjatyckie puchary
Legenda do wszystkich tabel:
- Q – runda eliminacyjna, 1/16, 1/8, 1/4, 1/2 – odpowiednia faza rozgrywek, Grupa – runda grupowa, 1r gr – pierwsza runda grupowa, 2r gr – druga runda grupowa, F – finał, R – runda, PO – play-off
- k. – rzuty karne, los. – losowanie, Dogr. – dogrywka, w. – zasada bramek strzelonych na wyjeździe

| Sezon | Rozgrywki  | Runda | Klub           | Dom | Wyjazd | Ogólnie    |
| ----- | ---------- | ----- | -------------- | --- | ------ | ---------- |
| 2006  | Puchar AFC | Gr. E | Home United FC | 1-0 | 3-2    | 2. miejsce |
| 2006  | Puchar AFC | Gr. E | New Radiant SC | 6-0 | 0-0    | 2. miejsce |
| 2006  | Puchar AFC | Gr. E | Sun Hei SC     | 1-2 | 0-0    | 2. miejsce |